# Névet (cours d'eau)
Pour les articles homonymes, voir Névet.
Le Névet (cours d'eau) est un petit fleuve côtier qui prend sa source sur le versant ouest de la "Montagne de Locronan", près de Locronan, à l'ouest de Plogonnec et au nord du Juch et qui se jette sur la plage du Ris dans la baie de Douarnenez. 
Il sert de limite communale entre Locronan et Kerlaz, situés sur sa rive droite, et Le Juch et Douarnenez, situés sur sa rive gauche. Il a notamment comme affluent de rive droite le ruisseau du Ris.